# Pterobrycon
Pterobrycon is een geslacht van straalvinnige vissen uit de familie van de karperzalmen (Characidae).

## Soorten
- Pterobrycon landoni Eigenmann, 1913
- Pterobrycon myrnae Bussing, 1974